# Grasshopper Club Zürich
Grasshopper Club Zürich (zkr. GCZ) je švýcarský fotbalový klub. Byl založen roku 1886, své zápasy hraje na stadionu Letzigrund ve městě Zürich. Se sedmadvaceti tituly ve švýcarské lize a osmnácti triumfy ve domácím poháru je nejúspěšnějším klubem ve Švýcarsku.

## Historie
Klub byl založen roku 1886 skupinou anglických studentů v čele s prvním klubovým prezidentem a kapitánem Tomem E. Griffithem.
Již od počátků byla klubovými barvami modrá s bílou. Colonel Hermann Nabholz, první čestný člen, se stal mecenášem klubu a daroval finance potřebné na jeho fungování. Ještě v roce založení sehrál klub svůj první zápas, a to s fotbalisty Polytechniky Univerzity v Curychu. Zápas skončil remízou 0-0. V roce 1893 se stal Grasshoppers prvním týmem ze Švýcarska, co sehrál utkání v Německu. Při této příležitosti vyhráli 1-0 nad týmem ze Štrasburku, v té době byl Štrasburk ještě německým městem.
Grasshoppers byli mezi zakládajícími kluby švýcarské ligy, kterou vyhráli v letech 1898, 1900 a 1901. Počátkem roku 1909 se klub dostal do krize, ze které se dostal až ve 20. letech. Roku 1921 klub získal svůj čtvrtý ligový titul.
Roku 1926 se stal prvním vítězem švýcarského vyřazovacího poháru. Reputace klubu se naplno projevila v roce 1931, kdy byli Kobylky označeni jako čtvrtý nejlepší tým v Evropě.
V sezóně 1948/49 tým sestoupil, ale dva roky nato se vrátil mezi elitní týmy získáním double – titulu v poháru i lize. Double byl zopakován i v sezóně 1955/56. Následovala éra 15 let bez trofeje, až roku 1971 přišel další ligový titul. Prozatím poslední titul získali Kobylky v roce 2003.
V sezoně 2018/19 skončil Grasshopper v lize na posledním 10. místě a sestoupil do 2. ligy. V sezoně 2019/20 hrál 2. ligu, v sezoně následující postoupil do nejvyšší soutěže.

## Úspěchy
- 27× vítěz švýcarské ligy (1897/98, 1898/99, 1900/01, 1904/05, 1920/21, 1926/27, 1927/28, 1930/31, 1936/37, 1938/39, 1941/42, 1942/43, 1944/45, 1950/52, 1955/56, 1970/71, 1977/78, 1981/82, 1982/83, 1983/84, 1989/90, 1990/91, 1994/95, 1995/96, 1997/98, 2000/01, 2002/03)
- 18× vítěz švýcarského poháru (1926, 1927, 1932, 1934, 1937, 1938, 1940, 1941, 1942, 1943, 1946, 1952, 1956, 1983, 1988, 1989, 1990, 1994)
- 2× vítěz švýcarského ligového poháru (1973, 1975)
- 1× vítěz švýcarského Superpoháru

## Trenéři
| Jméno trenéra       | Působení od        | Působení do                      |
| ------------------- | ------------------ | -------------------------------- |
| Timo Konietzka      | 1. července 1980   | 30. června 1982                  |
| Hennes Weisweiler   | 1. července 1982   | 5. července 1983                 |
| Oldřich Šváb        | 6. července 1983   | 30. června 1984                  |
| Miroslav Blažević   | 1. července 1984   | 15. března 1985                  |
| Timo Konietzka      | 16. března 1985    | 20. listopadu 1986               |
| Kurt Jara           | 21. listopadu 1986 | 30. června 1988                  |
| Ottmar Hitzfeld     | 1. července 1988   | 30. června 1991                  |
| Oldřich Šváb        | 1. července 1991   | 23. srpna 1992                   |
| Leo Beenhakker      | 24. srpna 1992     | 30. června 1993                  |
| Christian Gross     | 1. července 1993   | 25. listopadu 1997               |
| Hanspeter Latour    | 26. listopadu 1997 | 31. prosince 1997                |
| Rolf Fringer        | 1. ledna 1998      | 31. prosince 1998                |
| Roger Hegi          | 1. ledna 1999      | 1. srpna 1999                    |
| Roy Hodgson         | 2. srpna 1999      | 30. června 2000                  |
| Hans-Peter Zaugg    | 1. července 2000   | 31. prosince 2001                |
| Marcel Koller       | 9. ledna 2002      | 2. října 2003                    |
| Carlos Bernegger    | 3. října 2003      | 22. prosince 2003                |
| Alain Geiger        | 23. prosince 2003  | 4. října 2004                    |
| Carlos Bernegger    | 5. října 2004      | 22. prosince 2004                |
| Hanspeter Latour    | 23. prosince 2004  | 2. ledna 2006                    |
| Krassimir Balakov   | 16. ledna 2006     | 21. května 2007                  |
| Carlos Bernegger    | 22. května 2007    | 30. června 2007                  |
| Hanspeter Latour    | 1. července 2007   | 10. června 2009                  |
| Ciriaco Sforza      | 11. června 2009    | 15. dubna 2012                   |
| Uli Forte           | 16. dubna 2012     | 30. června 2013                  |
| Michael Skibbe      | 1. července 2013   | 7. ledna 2015                    |
| Pierluigi Tami      | 15. ledna 2015     | 12. března 2017                  |
| Carlos Bernegger    | 13. března 2017    | 24. dubna 2017                   |
| Murat Yakin         | 25. srpna 2017     | 10. dubna 2018                   |
| Mathias Walther     | 11. dubna 2018     | 22. dubna 2018                   |
| Thorsten Fink       | 23. dubna 2018     | 4. března 2019                   |
| Tomislav Stipic     | 6. března 2019     | 9. dubna 2019                    |
| Uli Forte           | 9. dubna 2019      | 7. února 2020                    |
| Goran Djuricin      | 10. února 2020     | 15. května 2020                  |
| Zoltán Kádár        | 15. května 2020    | 5. srpna 2020 (pověřen vedením)  |
| João Carlos Pereira | 6. srpna 2020      | 5. května 2021                   |
| Zoltán Kádár        | 5. května 2021     | 9. června 2021 (pověřen vedením) |
| Giorgio Contini     | 9. června 2021     |                                  |

## Významní hráči
- Stéphane Chapuisat
- Ciriaco Sforza
- Kubilay Türkyilmaz
- Hakan Yakin
- Murat Yakin
- Vittorio Pozzo
- Kurt Jara
- Viorel Moldovan
- Papa Bouba Diop
- Giovane Elber